# Estonie au Concours Eurovision de la chanson 2019
L'Estonie est l'un des quarante et un pays participants au Concours Eurovision de la Chanson 2019, qui se déroule à Tel-Aviv en Israël. Le pays sera représenté par Victor Crone et sa chanson Storm, sélectionnés via l'Eesti Laul 2019. Le pays termine en 20e place lors de la finale du Concours, recevant un total de 76 points.

## Sélection
La télévision estonienne confirme le renouvellement de l'Eesti Laul le 23 avril 2018 et ainsi sa participation au concours.

### Format
Cette année, vingt-quatre chansons participent à la sélection. Cette dernière se compose de deux demi-finales et d'une finale. Lors de chaque demi-finale, douze artistes participent et six se qualifient pour la finale. Le vainqueur est déterminé le soir de la finale.

### Demi-finales
Six artistes se qualifient au terme de chaque demi-finale. Le vote est un vote combinant pour une moitié le vote d'un jury et pour l'autre moitié le télévote estonien. Les quatre premiers qualifiés le sont au terme d'un premier tour de vote où le jury et le télévote comptent. Les derniers qualifiés le sont au terme d'un deuxième tour où le public choisit une chanson parmi celles n'étant pas déjà qualifiées.
- Qualifiés au premier tour
- Qualifié au deuxième tour

#### Demi-finale 1
Elle a lieu le 31 janvier 2019 à Tartu. Douze artistes y sont en compétition.
| Ordre | Artiste              | Chanson                         | Premier Tour | Premier Tour | Premier Tour | Premier Tour | Premier Tour | Deuxième Tour | Deuxième Tour |
| Ordre | Artiste              | Chanson                         | Jury         | Televote     | Televote     | Total        | Place        | Voix          | Place         |
| Ordre | Artiste              | Chanson                         | Jury         | Voix         | Place        | Total        | Place        | Voix          | Place         |
| ----- | -------------------- | ------------------------------- | ------------ | ------------ | ------------ | ------------ | ------------ | ------------- | ------------- |
| 1     | The Swingers         | High Heels in the Neighbourhood | 6            | 2088         | 7            | 13           | 4            | —             | —             |
| 2     | Marko Kaar           | Smile                           | 0            | 439          | 0            | 0            | 12           | 252           | 8             |
| 3     | xtra basic & Emily J | Hold Me Close                   | 1            | 1802         | 6            | 7            | 8            | 1202          | 2             |
| 4     | Johanna Eendra       | Miks sa teed nii?               | 2            | 796          | 2            | 4            | 10           | 494           | 6             |
| 5     | Stefan               | Without You                     | 12           | 2668         | 8            | 20           | 2            | —             | —             |
| 6     | Sandra Nurmsalu      | Soovide puu                     | 4            | 1677         | 5            | 9            | 5            | 1736          | 1             |
| 7     | Jennifer Cohen       | Little Baby El                  | 5            | 1083         | 3            | 8            | 6            | 1102          | 3             |
| 8     | Sofia Rubina-Hunter  | Deep Water                      | 7            | 747          | 1            | 8            | 7            | 1073          | 4             |
| 9     | Öed                  | Öhuloss                         | 3            | 1219         | 4            | 7            | 9            | 854           | 5             |
| 10    | Victor Crone         | Storm                           | 10           | 6346         | 12           | 22           | 1            | —             | —             |
| 11    | Ranele               | Supernova                       | 0            | 666          | 0            | 0            | 11           | 325           | 7             |
| 12    | Inger                | Coming Home                     | 8            | 3841         | 10           | 18           | 3            | —             | —             |

#### Demi-finale 2
Elle a lieu le 2 février 2019 à Tartu. Douze artistes y sont en compétition.
| Ordre | Artiste                 | Chanson             | Premier Tour | Premier Tour | Premier Tour | Premier Tour | Premier Tour | Deuxième Tour | Deuxième Tour |
| Ordre | Artiste                 | Chanson             | Jury         | Televote     | Televote     | Total        | Place        | Voix          | Place         |
| Ordre | Artiste                 | Chanson             | Jury         | Voix         | Place        | Total        | Place        | Voix          | Place         |
| ----- | ----------------------- | ------------------- | ------------ | ------------ | ------------ | ------------ | ------------ | ------------- | ------------- |
| 1     | Synne Valtri            | I'll Do It My Way   | 1            | 2729         | 8            | 9            | 7            | 2828          | 1             |
| 2     | Iseloomad               | Kaks miinust        | 5            | 762          | 0            | 5            | 10           | 394           | 8             |
| 3     | Lumevärv feat. INGA     | Milline päev        | 8            | 1386         | 3            | 11           | 5            | 2284          | 2             |
| 4     | Sissi                   | Strong              | 7            | 2557         | 6            | 13           | 4            | —             | —             |
| 5     | Cätlin Mägi & Jaan Pehk | Parmumäng           | 4            | 1240         | 2            | 6            | 9            | 778           | 6             |
| 6     | Kadiah                  | Believe             | 6            | 2663         | 7            | 13           | 3            | —             | —             |
| 7     | Kaia Tamm               | Wo sind die Katzen? | 0            | 1112         | 1            | 1            | 12           | 1023          | 5             |
| 8     | Kerli Kivilaan          | Cold Love           | 12           | 1488         | 5            | 17           | 2            | —             | —             |
| 9     | Grete Paia              | Kui isegi kaotan    | 0            | 2752         | 10           | 10           | 6            | 1230          | 4             |
| 10    | Lacy Jay                | Halleluja           | 2            | 1467         | 4            | 6            | 8            | 2009          | 3             |
| 11    | Around the Sun          | Follow Me Back      | 3            | 842          | 0            | 3            | 11           | 629           | 7             |
| 12    | Uku Suviste             | Pretty Little Liar  | 10           | 4635         | 12           | 22           | 1            | —             | —             |

### Finale
La finale de l'Eesti Laul a lieu le 16 février 2019 à Tallinn au Saku Suurhall, qui avait accueilli en 2002 le Concours Eurovision à la suite de la victoire de l'Estonie l'année précédente. Les finales des éditions 2016, 2017 et 2018 de l'Eesti Laul y avait également eu lieu. La chanson gagnante est déterminée en deux tours. Dans un premier temps, le jury et le télévote choisissent 3 chansons qui se qualifient pour la suite de la finale. Le télévote sélectionne ensuite parmi ces trois chansons, la chanson qui représentera le pays à l'Eurovision 2019.
- Qualifiés
- Vainqueur

| Ordre | Artiste                      | Chanson                         | Jury | Télévote | Télévote | Total | Place |
| Ordre | Artiste                      | Chanson                         | Jury | Voix     | Points   | Total | Place |
| ----- | ---------------------------- | ------------------------------- | ---- | -------- | -------- | ----- | ----- |
| 1     | Sissi                        | Strong                          | 8    | 2990     | 6        | 14    | 4     |
| 2     | Lumevärv ft. Inga            | Milline päev                    | 10   | 2188     | 2        | 12    | 5     |
| 3     | Victor Crone                 | Storm                           | 2    | 15 513   | 12       | 14    | 3     |
| 4     | Kerli Kivilaan               | Cold Love                       | 7    | 1481     | 0        | 7     | 9     |
| 5     | xtra basic & Emily J         | Hold Me Close                   | 0    | 1440     | 0        | 0     | 12    |
| 6     | Kadiah                       | Believe                         | 3    | 2287     | 3        | 6     | 10    |
| 7     | Synne Valtri                 | I'll Do It My Way               | 0    | 2323     | 4        | 4     | 11    |
| 8     | Stefan                       | Without You                     | 12   | 6132     | 7        | 19    | 1     |
| 9     | The Swingers, Tanja & Birgit | High Heels in the Neighbourhood | 4    | 2737     | 5        | 9     | 7     |
| 10    | Uku Suviste                  | Pretty Little Liar              | 5    | 8987     | 10       | 15    | 2     |
| 11    | Inger                        | Coming Home                     | 1    | 6904     | 8        | 9     | 6     |
| 12    | Sandra Nurmsalu              | Soovide puu                     | 6    | 1914     | 1        | 7     | 8     |

| Vote détaillé du jury | Vote détaillé du jury           | Vote détaillé du jury | Vote détaillé du jury | Vote détaillé du jury | Vote détaillé du jury | Vote détaillé du jury | Vote détaillé du jury | Vote détaillé du jury | Vote détaillé du jury | Vote détaillé du jury |
| Ordre                 | Chanson                         | S. Karlsen            | AFSHeen               | G. Zučika             | B. Camp               | C. Saidi              | L. Bubnó              | J. Cumbee             | Total                 | Points attribués      |
| --------------------- | ------------------------------- | --------------------- | --------------------- | --------------------- | --------------------- | --------------------- | --------------------- | --------------------- | --------------------- | --------------------- |
| 1                     | Strong                          | 3                     | 10                    | 8                     | 6                     | 6                     | 10                    | 3                     | 46                    | 8                     |
| 2                     | Milline päev                    | 4                     | 12                    | –                     | 8                     | 10                    | 4                     | 8                     | 46                    | 10                    |
| 3                     | Storm                           | 5                     | 4                     | 2                     | 3                     | 2                     | 3                     | 6                     | 25                    | 2                     |
| 4                     | Cold Love                       | 1                     | 7                     | 5                     | 10                    | 7                     | 6                     | 7                     | 43                    | 7                     |
| 5                     | Hold Me Close                   | –                     | 6                     | 4                     | 4                     | 4                     | 1                     | 2                     | 21                    | 0                     |
| 6                     | Believe                         | 6                     | 3                     | 6                     | –                     | 3                     | 7                     | –                     | 25                    | 3                     |
| 7                     | I'll Do It My Way               | 2                     | –                     | –                     | –                     | –                     | 2                     | –                     | 4                     | 0                     |
| 8                     | Without You                     | 7                     | 8                     | 7                     | 12                    | 12                    | 12                    | 12                    | 70                    | 12                    |
| 9                     | High Heels in the Neighbourhood | 10                    | –                     | 1                     | 1                     | 8                     | 5                     | 1                     | 26                    | 4                     |
| 10                    | Pretty Little Liar              | 12                    | 1                     | 3                     | 7                     | 1                     | 8                     | 4                     | 36                    | 5                     |
| 11                    | Coming Home                     | –                     | 5                     | 12                    | 2                     | –                     | –                     | 5                     | 24                    | 1                     |
| 12                    | Soovide puu                     | 8                     | 2                     | 10                    | 5                     | 5                     | –                     | 10                    | 40                    | 6                     |

| Ordre | Artiste      | Chanson            | Televote     | Place |
| ----- | ------------ | ------------------ | ------------ | ----- |
| 1     | Victor Crone | Storm              | 23 270 (46%) | 1     |
| 2     | Stefan       | Without You        | 12 380 (24%) | 3     |
| 3     | Uku Suviste  | Pretty Little Liar | 15 498 (30%) | 2     |

La finale se conclut par la victoire de Victor Crone et de sa chanson Storm, qu représenteront donc l'Estonie à l'Eurovision 2019.

## À l'Eurovision
L'Estonie participe à la première demi-finale, le 14 mai 2019. Y terminant 4e avec 198 points, le pays se qualifie pour la finale. Là, il termine 20e avec 76 points.